# 長谷川村
長谷川村（はせがわむら）は、大分県大野郡にあった村。現在の豊後大野市の一部にあたる。

## 地理
大野川支流・奥嶽川の上流部に位置していた。

## 歴史
- 1889年（明治22年）4月1日、町村制の施行により、大野郡小原村、滞迫村、栗生村、上畑村、尾平山が合併して村制施行し、長谷川村が発足[1][2]。旧村名を継承した小原、滞迫、栗生、上畑、尾平鉱山の5大字を編成[2]。
- 1955年（昭和30年）1月1日、大野郡緒方町、上緒方村、小富士村と合併し、緒方町が存続して廃止された[1][2]。

## 産業
- 農業、鉱業[2]

### 鉱山
- 尾平鉱山 - 1946年（昭和21年）鉱毒の流出により水稲に被害が発生し、鉱毒対策委員会が組織された[2]。